# Chionaema pectinata
Chionaema pectinata là một loài bướm đêm thuộc phân họ Arctiinae, họ Erebidae.